# Els Verds Ecologistes
Els Verds Ecologistes (EVE) va ser un partit polític espanyol fundat el 1987 que va tenir el seu origen a Futur Verd, partit sorgit del Partit Humanista que alhora té el seu origen en la secta de la Comunitat de Silo.
Una comissió parlamentària espanyola va considerar secta perillosa i destructiva EVE el 1988, però malgrat això el partit va sumar 136.335 vots a les eleccions generals espanyoles de 1989 i 8.730 a les eleccions al Parlament de Catalunya de 1988. En 1989 una sentència judicial va obligar EVE a variar la seva denominació i va passar a denominar-se Els Ecologistes, que van obtenir 68.851 vots en les eleccions generals espanyoles de 1993. En 1994 el partit va deixar d'actuar.